# HMS Restoration (1706)
La HMS Restoration era un vascello di terza classe, a due ponti da 70 cannoni della Royal Navy, costruito negli dieci del XVIII Secolo. Il suo nome deriva dalla restaurazione sul trono inglese di Carlo II Stuart, avvenuta nel 1660.

## Storia
Il vascello di terza classe HMS Restoration fu impostato presso il cantiere navale di Deptford in sostituzione del precedente vascello HMS Restoration perso per incaglio si banchi di sabbia di Goodwin durante la Grande Tempesta del 1703 che colpì la flotta del contrammiraglio Basil Beaumont. Varata il 1 agosto 1706, entrò in servizio in quello stesso anno. 
L’unità andò persa nel Mediterraneo per incaglio sulle Secche della Meloria, vicino a Livorno, il 9 novembre 1711. Ventiquattro dei cannoni da 40 libbre in bronzo della nave vennero successivamente recuperati, e nel 1715 acquistati da Pietro Rosa, su mandato del Senato della Repubblica di Venezia, per essere trasferiti a bordo del vascello da 70 cannoni Terror, allora nave ammiraglia della Armada da Mar impegnata nella seconda guerra di Morea, presso l’Arsenale dove andarono ad armare il nuovo vascello Leon Trionfante,  prima unità della omonima classe.

### Annotazioni
1. ↑  I così detti Goodwin Sands sono dei banchi di sabbia situati nel Canale della Manica a circa 10 km dalla costa di Deal, nel Kent, Inghilterra.
2. ↑  Due dei cannoni sono ancora visibili presso la fortezza veneziana situata sull’isola greca di Santa Maura.

### Fonti
1. 1 2 3  Colledge, Warlow 2006, p. 293.
2. ↑  Levi 1896, p. 28.
3. 1 2  Levi 1896, p. 29.